# Альдана, Адольфо
Адольфо Альдана Торрес (исп. Adolfo Aldana Torres род. 5 января 1966[…], Сан-Роке, Андалусия) — испанский футболист, выступавший на позиции полузащитника.
За 11 сезонов он сыграл в общей сложности 178 матчей и забил 31 гол в Ла Лиге, в основном за «Реал Мадрид» и «Депортиво».

## Карьера
Альдана родился в Сан-Роке. Воспитанник клуба Ла Лиги «Реал Мадрид». Свою футбольную карьеру начал в резервной команде «Реал Мадрид Кастилья». В сезоне 1989/90 он забил пять голов в 13 матчах за основную команду. После сезона покинул «Реал», за который в общей сложности сыграл более 100 матчей.
В 1992 году Альдана подписал контракт с клубом «Депортиво Ла-Корунья», где играл вместе с Франом и Мауро Сильвой в полузащите. А через год впервые получил вызов в сборную. В течение одного года Альдана провел 4 матча за сборную Испании. Его дебют состоялся 24 февраля 1993 года в отборочном матче чемпионата мира 1994 года против Литвы в Севилье: выйдя со скамейки запасных, он забил последний гол при счете 5:0. Но травма, полученная им в игре за «Депортиво», не позволила ему сыграть в финальной стадии турнира.
Альдана завершил свою футбольную карьеру в возрасте 33 лет.

## Награды
«Реал Мадрид»
- Чемпион Испании: 1987/88, 1988/89, 1989/90
- Кубок Испании: 1988/89
- Суперкубок Испании: 1989, 1990

«Депортиво Ла-Корунья»
- Кубок короля: 1994/95
- Суперкубок Испании: 1995